# SIM карта
SIM карта (на кирилица симкарта; от английски: Subscriber Identity Module, модул за идентификация на абоната) е смарт карта, разработка на базирания в Мюнхен производител на смарт карти „Giesecke & Devrient“, които през 1991 доставят първите 300 SIM карти на финландския мрежов оператор Radiolinja. Картата е предвидено да се ползва и от улични телефони (затова е в същия формат на стандартна фонокарта), като ползваш собствения ѝ номер, а по-късно вече се поставя в мобилен телефон и служи за идентификация на потребителя в GSM или UMTS мобилна мрежа чрез записания в нея IMSI (international mobile subscriber identity), като по време на връзка се ползва друг идентификатор TMSI (Temporary Mobile Subscriber Identity) който се образува от IMSI и LAC (Local Area Code, идентификатор на група клетки (base stations), като целта е да не се допуска злоумишлено проследяване на IMSI. Телефонният номер, който виждате, няма нищо общо с IMSI и не се излъчва в мрежата. Картата съдържа малък микропроцесор и памет, като достъпът до паметта е защитен с 18-bit Ki (Authentication key), като извличането му би позволило да се създаде дубликат на картата. Първите SIM карти са във формат 85,6 × 54 mm (големината на стандартна фонокарта), с разработването на по-малки мобилни телефони се въвежда по-малкият формат 25 mm × 15 mm, като картите продължават да се доставят в по-големия формат, а по-малкият може да бъде отчупен от картата носител.

## Техника
Картите имат 8 контакта.
| Vcc – захранване             | GND – маса         |
| Reset – рестарт на процесора | Vpp – програмиране |
| CLK – такт                   | I/O – вход/изход   |
| незает                       | незает             |

През Vcc и GND се подава захранващо напрежение към SIM картата. Ако тя спре да реагира на запитванията от мобилния телефон, може да бъде стартирана повторно през контакта Reset. На контакта Vpp се подава програмиращо напрежение, нужно за запис на информация, която трайно ще се съхранява на картата. Изводът Vpp се използва от производителя при запис на съответната информация. CLK служи за подаване на тактов сигнал за синхронизация при трансфера на данни, а I/O е входно/изходен извод за данни.
Напрежението за захранване на картите в стария голям формат е 5 V. Днес за захранване на малкоформатните карти се използват 3 V, а по-късно предимно 1,8 V. 1,8-волтова SIM карта понася и по-високи напрежения.

## Схема
I/O се грижи за заявките към картата и служи за връзката между процесора на SIM картата и мобилния телефон. Процесорът отговаря най-вече за организиране на паметта, но може да изпълнява и малки програми (SIM-Toolkit). Паметта се състои от ROM, RAM и EEPROM. В ROM-а се намира операционната система на картата. Там се пазят и специфични данни на телекомуникационната компания като стартово лого и др. RAM-ът съхранява актуална информация. В EEPROM-а е записана информацията за потребителя като телефонен номер и др.

## Живот
SIM картите имат ограничена трайност. С всяко писане и четене на данни картата се „изхабява“. Повечето производители дават максимум 100 000 идентификации в мрежата на картите си.

## Размери на SIM картите
Има три различни размера SIM карти: стандартен, микро и нано, като всеки размер се използва в различни типове телефони.
Стандартната SIM карта е най-големият тип, с размери 25 × 15 mm. Micro SIM картата е по-малка от стандартната карта с размери 15 × 12 mm. Nano SIM картата е най-малкият тип SIM карта, с размери само 12,3 × 8,8 mm.
Подходящият размер за всеки смартфон може да бъде проверен в инструкциите за ползване, предоставени с всеки телефон. Също така може да се провери нужният размер в офисите на мобилните оператори.

## eSIM
eSIM е електронна SIM карта, която се появява като технология през 2020 г. и постепенно набира популярност през следващите години.